# Lagoa do Coelho
Lagoa do Coelho är en sjö i Brasilien.   Den ligger i delstaten Rio Grande do Norte, i den östra delen av landet, 1 800 km nordost om huvudstaden Brasília. Lagoa do Coelho ligger 16 meter över havet.
Omgivningarna runt Lagoa do Coelho är huvudsakligen savann. Runt Lagoa do Coelho är det ganska glesbefolkat, med 38 invånare per kvadratkilometer.